# Harpacticus virescens
Harpacticus virescens is een eenoogkreeftjessoort uit de familie van de Harpacticidae. De wetenschappelijke naam van de soort is voor het eerst geldig gepubliceerd in 1847 door Dana.